# Deir el Bahri
Deir el-Bahri (arapski دير البحري dayr al-baḥrī, što doslovno znači "Severni manastir") je kompleks zagrobnih hramova i grobnica smeštenih na zapadnoj obali Nila, nasuprot grada Luksor u Egiptu, kao deo Tebanske nekropole.
Prvi spomenik na nalazištu bio je zagrobni hram Mentuhotepa II iz Jedanaeste dinastije izgrađen tokom 21. veka p. n. e.
Za vreme Osamnaeste dinastije, Amenhotep I i Hatšepsut su masovno gradili na ovom nalazištu.
Ovaj neobični posmrtni hram je izgrađen na nekoliko nivoa koji je imao predvorje i ulazne kapije koje su sa tri strane ograđene zidovima i sa terasom na kojoj se nalazi velika kvadratna konstrukcija. Hram je okrenut ka istoku, pa se predpostavlja da je struktura povezana sa kultom sunca Ra i vaskrsenjem kralja. Iz istočnog dela predvorja otvor zvani kapija konjanika vodi do podzemnog prolaza i nedovršene grobnice ili kenotafa koji sadrži statuu kralja koji sedi. Na zapadnoj strani pored rampe koja vodi ka terasi je zasađeno drveće tamariska i platana, dok se na zadnjem delu predvorja i terase nalaze reljefno ukrašene kolonade.
Početkom 20. veka, tačnije 1923. godine, godinu dana nakon otkrića Tutankamonove grobnice severnoamerički egiptolog Herbert E. Vinlok sa timom Metropoliten muzeja nailazi na grobnicu u oblasti Deir el-Bahrija gde su vršili iskopavanja i zavodi se kao objekat MMA 507.

## Spoljašnje veze
- Egypt Index at Bluffton University
- The Cache at Deir el-Bahri Архивирано на веб-сајту  (20. октобар 2005)Archaeology at About.com
- The Temple Djeser djeseru
- Deir el-Bahri by Marie Parsons
- Egipatski muzej